# Koo Ja-cheol
Koo Ja-cheol (* 27. Februar 1989 in Nonsan) ist ein südkoreanischer Fußballspieler.

## Karriere

### Vereine
Koo wurde in seiner Jugendzeit von 2004 bis 2006 in der Boin High School ausgebildet. 2007 unterschrieb er bei dem K-League-Verein Jeju United einen Vertrag und wechselte dorthin.
Im Januar 2010 war Koo erstmals bei einem europäischen Verein im Gespräch: Der englische Erstligist Blackburn Rovers zeigte Interesse, doch der Wechsel kam nicht zustande. In diesem Jahr wurde er mit Jeju Vizemeister in der K-League.
Kurz vor Ablauf der Wechselfrist am 31. Januar 2011 unterschrieb er einen Vertrag beim deutschen Bundesligisten VfL Wolfsburg, für den er am 2. Spieltag gegen den FC Bayern München sein Debüt gab, als er in der 69. Spielminute für Hasan Salihamidžić eingewechselt wurde. Ab dem 22. Spieltag wurde er in jeder Partie eingewechselt; am 29. Spieltag stand er erstmals in der Anfangsformation. Am folgenden Spieltag gab er seine erste Torvorlage. Danach spitzte sich der Abstiegskampf für die Niedersachsen zu und er wurde nur noch in einer der letzten vier Partien eingesetzt.
Am 31. Januar 2012 wurde er schließlich für die Rückrunde 2011/12 an den FC Augsburg ausgeliehen. In seinem dritten Bundesligaspiel, am 18. Februar 2012 bei der 1:4-Auswärtsniederlage bei Bayer 04 Leverkusen (22. Spieltag), erzielte er mit dem Ausgleich zum 1:1 in der 50. Minute sein erstes Bundesligator. Mit fünf Toren in 15 Rückrundenspielen war Koo am Augsburger Klassenerhalt beteiligt. Koo spielte auch in der Saison 2012/13 leihweise für den FC Augsburg, nachdem sein Vertrag in Wolfsburg um ein Jahr bis zum 30. Juni 2015 verlängert worden war.
Im Januar 2014 wechselte Koo zum Ligakonkurrenten 1. FSV Mainz 05, bei dem er einen Vertrag bis 2018 unterschrieb. In seinem zweiten Einsatz für den FSV am 1. Februar 2014 (19. Spieltag) erzielte er mit dem 2:0 gegen den SC Freiburg sein erstes Tor für seinen neuen Club. Für Mainz 05 bestritt er 39 Bundesligaspiele, in denen er insgesamt fünf Treffer erzielte.
Am 31. August 2015 kehrte Koo zum FC Augsburg zurück. Nach fünf Jahren und über 100 Bundesligaspielen schloss er sich Anfang August 2019 dem Al-Gharafa Sports Club in Katar an. Im Juli 2021 kündigte der Club an, sich von Koo getrennt zu haben. Koo blieb in Katar, wo er sich dem Al-Khor SC anschloss, bevor er im Februar 2022 zu Jeju United zurückkehrte.

### Nationalmannschaft
Koo debütierte 2008 in der A-Nationalmannschaft. Er nahm mit ihr vom 17. bis 23. Februar 2008 in Chongqing an der Ostasienmeisterschaft teil, die die Mannschaft gewann.
2009 war er Spielführer der U-20-Nationalmannschaft bei der Junioren-Weltmeisterschaft in Ägypten, die im Viertelfinale am späteren Weltmeister Ghana scheiterte. Im technischen Bericht des Turniers wird Koo mit „zentraler defensiver Mittelfeldspieler, gute Unterstützung, großer Einsatz und Wille, effektives Positions- und Passspiel, gutes Spielverständnis, überaus mobil“ beschrieben.
Anfang 2011 nahm er mit dem Nationalteam an der Asienmeisterschaft in Katar teil, bei der er mit fünf Toren in sechs Spielen Anteil am Halbfinaleinzug Südkoreas hatte. 2012 führte er die südkoreanische Mannschaft als Mannschaftskapitän ins olympische Fußballturnier und kam in allen sechs Spielen zum Einsatz. Im Spiel um den dritten Platz gewann er mit seiner Mannschaft mit der Bronzemedaille die erste olympische Medaille für südkoreanische Fußballspieler, wobei er das erste Tor zum 2:0-Sieg gegen Japan erzielte.
Am 9. Mai 2014 wurde Koo von Trainer Hong Myung-bo in den Kader der südkoreanischen Fußballnationalmannschaft für die Weltmeisterschaft 2014 berufen. Er absolvierte als Mannschaftskapitän alle drei Gruppenspiele und erzielte im Spiel gegen Algerien ein Tor.

## Erfolge
- Ostasienmeister 2008
- Dritter der Asienmeisterschaft 2011
- Zweiter der Meisterschaft 2010 mit Jeju United
- Olympische Bronzemedaille 2012
- Torschützenkönig der Fußball-Asienmeisterschaft 2011[14]
- Zweiter der Fußball-Asienmeisterschaft 2015